# Nftables
nftables jsou podsystém linuxového jádra pro filtrování síťových paketů přidaný ve verzi 3.13 (v lednu 2014). Navazují na patřičné starší podsystémy linuxového jádra. V uživatelském prostoru nahrazují iptables a zároveň mění i vnitřní fungování netfilteru. Jsou napsány v C a licencovány jako svobodný software pod licencí GNU GPL. Mezi výhody, které nftables přinesly, jsou zjednodušení ABI, méně duplikování zdrojového kódu, sjednocení zpracování různých protokolů (dříve různé zpracování pro IPv4, IPv6, ARP) a zjednodušení správy pravidel.